# Thierry Michel
Pour les articles homonymes, voir Michel.
 (septembre 2024).
Thierry Michel, né le 13 octobre 1952 à Charleroi, est un réalisateur belge de cinéma. Il est essentiellement un cinéaste de documentaires politiques et sociaux. Son bureau, Les Films de la passerelle, est localisé à Liège, où il travaille en collaboration avec Christine Pireaux, son épouse et productrice.

## Biographie
Thierry Michel est né à Charleroi en Belgique. À 16 ans, il engage des études de cinéma à l'Institut des arts de diffusion, à Bruxelles. Il y vit les derniers bruissements de mai 68, prélude à un engagement politique.

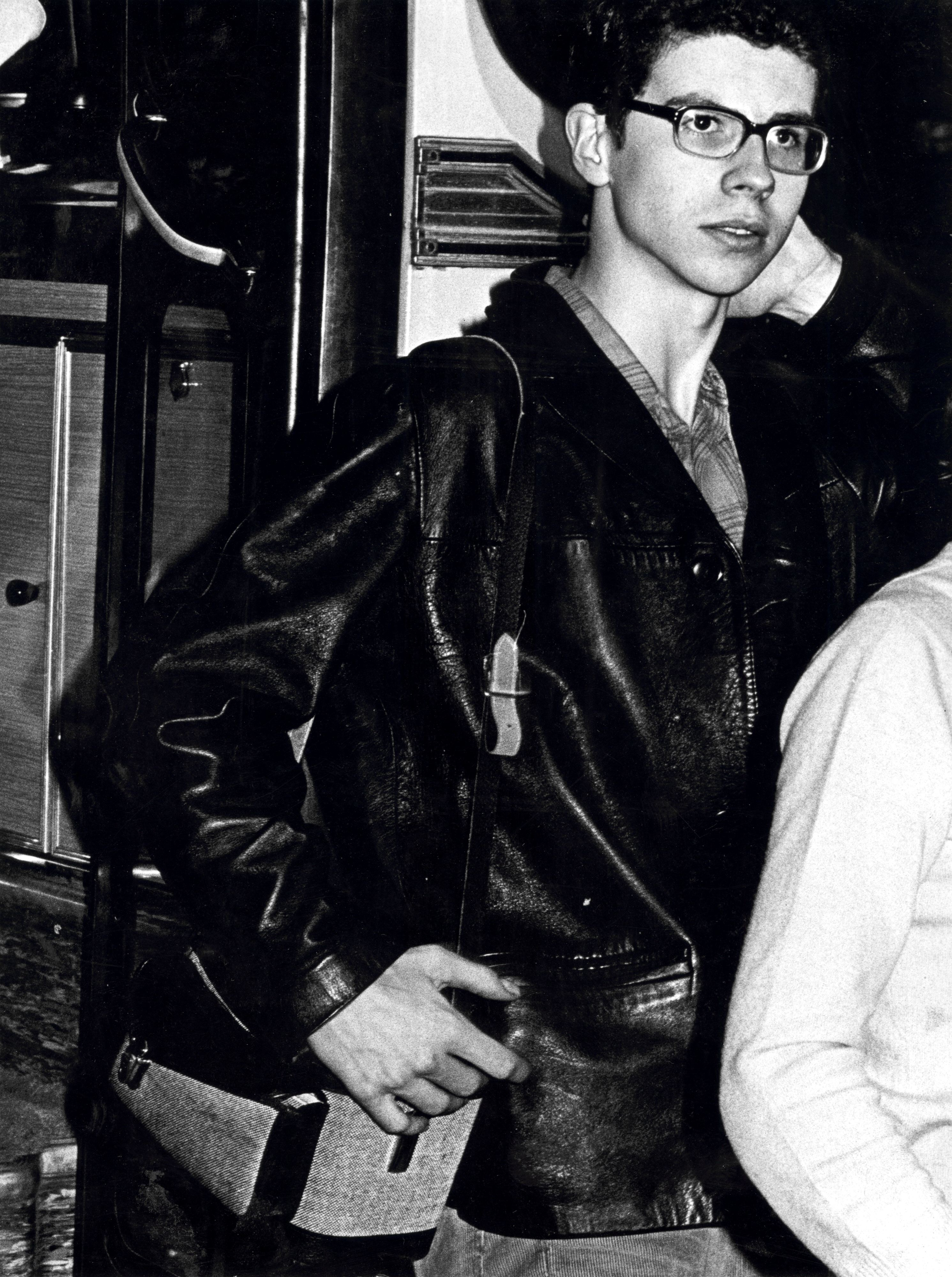
Thierry Michel en 1971.

Au bassin minier et sidérurgique de son enfance, il réalise ses premiers films documentaires Pays Noir, Pays Rouge (qui montre les dernières fêtes de quartier de Charleroi, sa ville natale) et Chronique des saisons d'acier, où les victimes de la crise de la sidérurgie liégeoise s'interrogent sur la récession et le chômage, les restructurations d'usines et le désarroi des travailleurs aux rêves bafoués.
Il y réalise également son premier long métrage de fiction Hiver 60 qui raconte la grande grève insurrectionnelle belge de 1960,, prélude du déclin d'une Wallonie sinistrée.
Peu après, alternant documentaires et fictions, il entre une caméra dans les murs d'une prison pour son film Hôtel Particulier en 1985. Des détenus y sont interpellés par une caméra-scalpel, qu'ils cherchent sans cesse à amadouer.

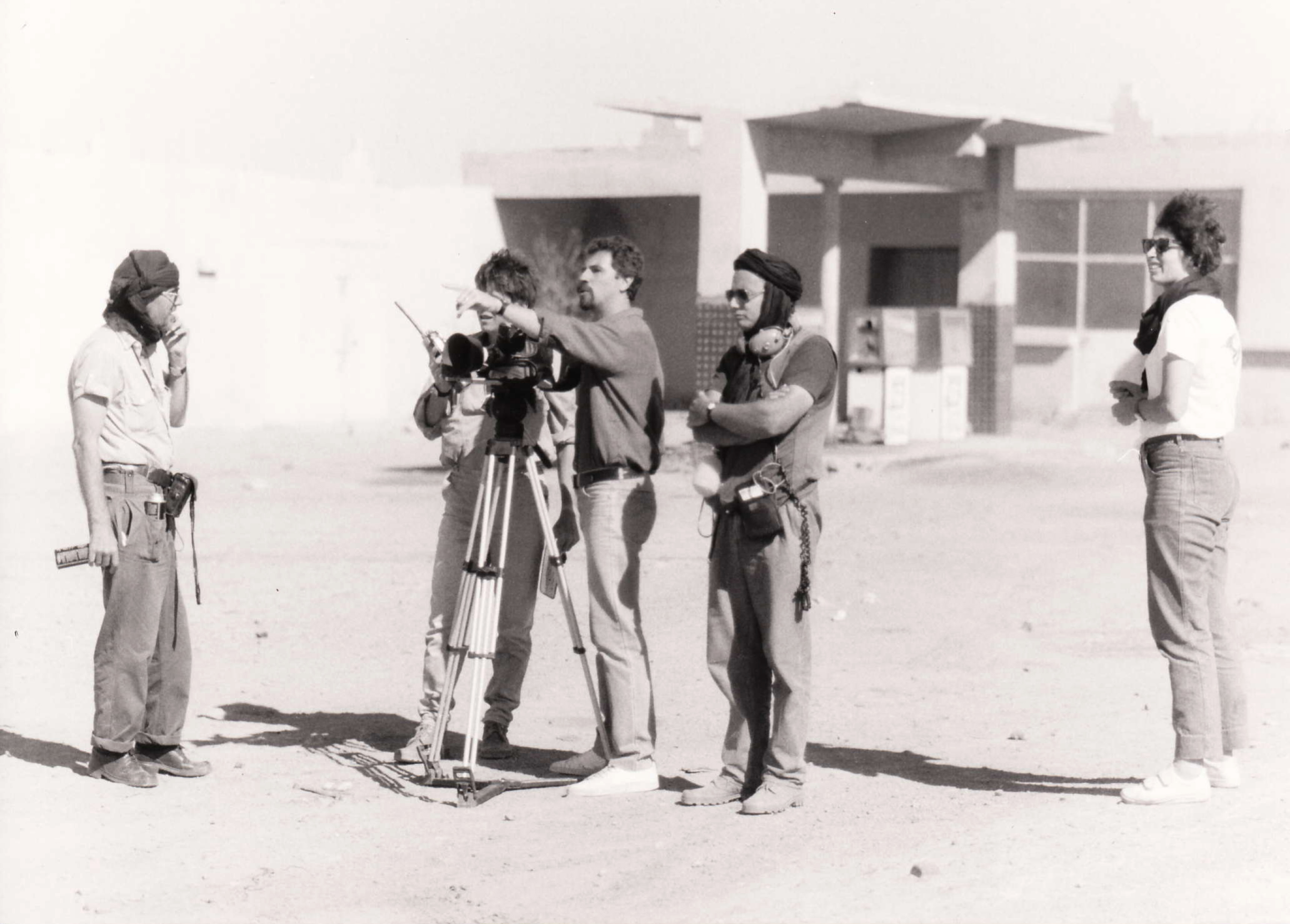
Thierry Michel au Maroc sur le tournage du film Issue de Secours.

Ensuite, après ces années d'une quête d'identité et d'enracinement régional et politique, Thierry Michel part vers d'autres continents.
Au Maroc il réalise son deuxième long métrage de fiction Issue de Secours, une œuvre située au cœur du désert.
À la fin des années 1980, au Brésil, Gosses de Rio et À Fleur de Terre révèlent le quotidien des gosses de rue et des favelas (bidonvilles). Il y découvre la culture noire[Quoi ?], qu'il va approfondir au Zaïre avec Zaïre, le cycle du serpent, un portrait de la nomenclature et des laissés pour compte de la société zaïroise..
Bref retour au pays, il filme un ministre déchu au cœur d'un scandale politico-policier qui ébranle la Belgique (La Grâce perdue d'Alain Van der Biest) puis retourne en Afrique avec le film Somalie, l'Humanitaire s'en va-t-en guerre.
Quelques mois plus tard[Quand ?], il repart au Zaïre pour y réaliser le film Les Derniers Colons traitant de l'héritage colonial et la présence blanche dans ce pays après 35 ans d'indépendance,.
Il tourne Nostalgie post-coloniale, un documentaire sur le rapport historique entre Zaïrois et colons blancs durant les 35 années d'indépendance du Congo/Zaïre suivi de Donka, radioscopie d'un hôpital africain, portrait de l'hôpital de Conakry en Guinée distingué en Europe et aux États-Unis.
Après la chute du dictateur zaïrois, Thierry Michel réalise un documentaire historique Mobutu roi du Zaïre.
Après 10 années et sept films réalisés en Afrique, Thierry Michel part en République Islamique d'Iran réalisant Iran, sous le voile des apparences portrait d'une société fracturée.
Thierry Michel remonte ensuite le fleuve Congo puis continue avec Congo River peignant les profondeurs de la forêt équatoriale et du fleuve. La longue remontée du puissant Congo devenant le fil conducteur d’une réflexion sur l’Afrique au plus profond de sa culture et de ses traditions. Une odyssée aventureuse sur une barge itinérante trimbalant gens et animaux, au gré des escales et des imprévus. Seuls les paysages luxuriants, la majesté du fleuve et, surtout, l’énergie vitale du peuple congolais apportent un peu de lumière et de confiance, au-delà des ténèbres.
Il figure parmi les signataires du Manifeste pour la culture wallonne de 1983.

« Les clés sont les mêmes, ici ou là-bas. Les distances avec l'autre s'abolissent. L'homme est le même partout, les pulsions de vie et de mort s'affrontent de façon identique. Et je n'ai pas fini de chercher. »

— Thierry Michel
En 2009, avec Katanga Business, il raconte le dépeçage de cet Eldorado rongé par la corruption et les magouilles, avec la spoliation économique des colossales richesses minières en cuivre et en cobalt la région, sous le signe de la haute finance et de la mondialisation et l’exploitation des habitants et des creuseurs artisanaux. La caméra dérangeante de Thierry Michel enregistre ce thriller néocolonial et tente de débroussailler ce vaste réseau d’intérêts contradictoires.           
Parenthèse belge en marge de la longue saga africaine, Métamorphose d’une Gare est le récit, filmé progressivement tout au long d’une décennie, de la construction de la nouvelle gare de Liège-Guillemins, à Liège : un chantier d’une rare envergure, mis en œuvre par l’architecte Santiago Calatrava. Au-delà d’une simple chronique des travaux en cours, Thierry Michel décrypte au jour le jour les écueils et les enthousiasmes d’une telle aventure : les projets visionnaires de Calatrava face au pragmatisme des entreprises, les tensions officielles face à des choix trop innovants, l’artisanat méticuleux des ouvriers face au stress des exigences, le désarroi des riverains face à une gare pharaonique aux alentours encore inachevés.

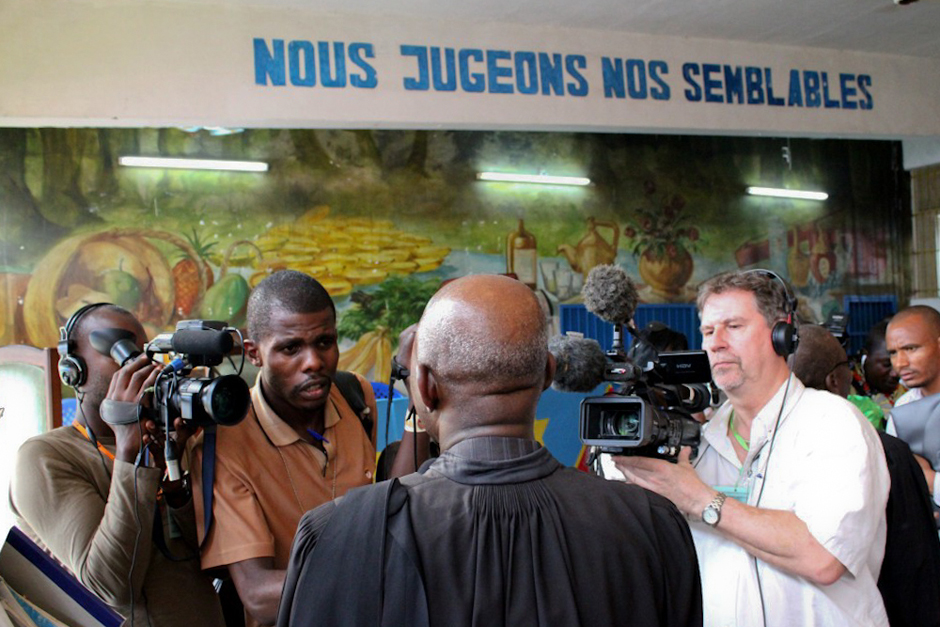
Thierry Michel au procès Chebeya.

En 2011, quand le militant congolais des droits de l’Homme Floribert Chebeya est assassiné par la police, Thierry Michel, qui le connait depuis des années, prend sa caméra pour filmer ses funérailles. C’est ensuite le procès militaire qu’il suit pendant de longs mois, seul blanc accrédité à filmer à l’intérieur du tribunal, il en tire le film L’affaire Chebeya, un crime d’État ?.
En 2013, il réalise L’irrésistible ascension de MoÏse Katumbi, un portrait dans lequel divers intervenants, entre autres des militants de la société civile, donnent du gouverneur un portrait ambigu. C’est à nouveau, comme du temps de Mobutu roi du Zaïre, le moment de s’interroger sur le pouvoir en Afrique et plus particulièrement au Congo.
La même année, le cinéaste José-Luis Peñafuerte retrace le parcours du réalisateur dans son film L'homme de sable, le cinéma de Thierry Michel.

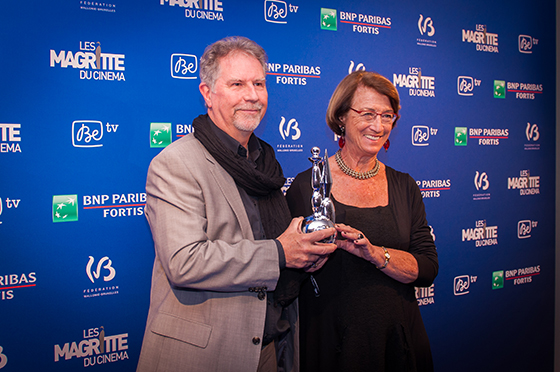
Colette Braeckman et Thierry Michel recevant le Magritte du meilleur documentaire pour L'homme qui répare les femmes.

En 2015, il se consacre avec la journaliste Colette Braeckman au film L’homme qui répare les femmes » où les héros se côtoient : femmes victimes qui se sont redressées et ont repris le combat pour la vie, foules acclamant le Docteur Mukwege comme un nouveau Messie, et aussi paysages magnifiques, confondants de beauté, qui rappellent que l’enfer peut aussi prendre les contours du paradis. Mais évidemment le véritable héros du film, c’est le Docteur Mukwege lui-même. Un film de combat aussi car il a permis, au niveau international, de rendre intolérable la souffrance infligée aux femmes du Kivu et d’initier d’innombrables actions de solidarité, une extraordinaire mobilisation autour de la personne du Docteur Mukwege, devenu prix Nobel de la paix en 2018. Le film vaudra à ses auteurs le Magritte du meilleur film documentaire 2016.

### Retour en Belgique
En 2017, dans Enfants du Hasard, Thierry Michel revient à ses sources, une petite école dans la banlieue liégeoise, pour y partager, avec Pascal Colson, le quotidien d’une classe de sixième primaire. Ils se mettent à l’écoute d’une institutrice et de ses élèves, issus pour la plupart de l’immigration turque et musulman à une très large majorité, car ils sont petits enfants de mineurs. Tissant le lien entre passé et futur, le film célèbre lumineusement l’école comme lieu de transmission.   
Son film suivant L'école de l'impossible s'articule lui aussi autour de la vie scolaire. Thierry Michel y suit avec sa productrice Christine Pireaux des adolescents en crise, au parcours de vie compliqué. Au cœur du collège Saint-Martin, ils croisent la route d'un directeur hors norme et d'enseignants investis qui vont leur donner un nouveau souffle. Le film initialement programmé pour avril 2020 voit sa sortie décalée au 15 septembre 2021 en raison de la crise sanitaire du Covid19.

### Inondation de ses archives

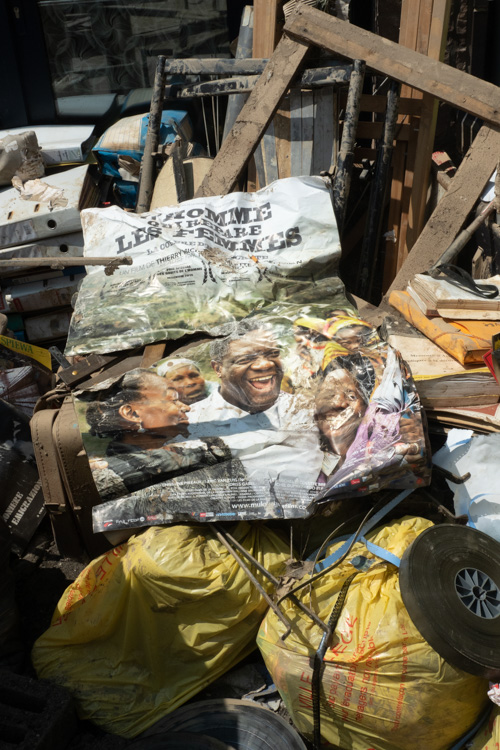
Dégâts dus aux inondations.

Le jeudi 15 juillet 2021 à Angleur, la maison qui abrite sa société de production subit une inondation. Sont définitivement perdus les masters de ses œuvres de jeunesse tournées entre Liège et Charleroi,
lorsque, barbu et chevelu, Thierry Michel faisait partie de la coopérative « Le film
maigre », ainsi nommée en hommage à
Paul Meyer. Christine, son épouse et productrice, qui travaillait au premier étage, a soudain découvert que l’eau de la Meuse avait déjà envahi le rez-de-chaussée et la cave de la maison qui abrite les Films de la Passerelle. De justesse, elle a eu le temps de prendre sa voiture pour rejoindre, après plusieurs heures de route, leur domicile de l’autre côté du
pont de Fragnée, à deux kilomètres.
Pays noir, pays rouge, Chronique d’une saison d’acier, Hiver 60 ont été notamment emportés par les eaux. Et aussi 135 heures d'archives de la
RTNC (Radio-Télévision nationale congolaise) que Thierry Michel avait ramenées de la République démocratique du Congo.

### Retour en Afrique
En 2022, Thierry Michel sort un nouveau film consacré à la République démocratique du Congo. L'Empire du silence revient sur la guerre qui déchire le pays depuis 25 ans. Relayant le plaidoyer du Docteur Denis Mukwege, Prix Nobel de la paix, il retrace les enchaînements de cette violence qui ravage et ruine le Congo depuis un quart de siècle.

## Filmographie
- 1970 : Mines (court métrage)
- 1971 : Ferme du Fir (court métrage)
- 1973 : Portrait d'un autoportrait
- 1975 : Pays Noir, Pays Rouge
- 1982 : Chronique des saisons d'acier
- 1982 : Hiver 60
- 1985 : Hôtel particulier
- 1987 : Issue de secours
- 1990 : Gosses de Rio
- 1990 : À fleur de terre
- 1992 : Zaïre, le cycle du serpent
- 1993 : La Grâce perdue d'Alain Van der Biest
- 1994 : Somalie, l'humanitaire s'en va-t'en-guerre
- 1995 : Les Derniers Colons
- 1995 : Nostalgies post coloniales
- 1996 : Donka, radioscopie d'un hôpital africain
- 1999 : Mobutu roi du Zaïre
- 2003 : Iran, sous le voile des apparences
- 2005 : Congo River
- 2009 : Katanga Business
- 2009 : Mines de tracas au Katanga
- 2009 : Fétiches et Minerais
- 2009 : Métamorphose d'une gare
- 2009 : Sœur Sourire, les coulisses d'un tournage
- 2010 : Katanga, la guerre du cuivre
- 2011 : L'Affaire Chebeya, un crime d'État ?[19].
- 2013 : Moïse Katumbi, foot, business et politique
- 2013 : L'Irrésistible Ascension de Moïse Katumbi
- 2015 : L'Homme qui répare les femmes : La Colère d'Hippocrate
- 2017 : Les Enfants du Hasard[20].
- 2020 : L'École de l'impossible[21]
- 2022 : L'Empire du silence
- 2024 : L'acier a coulé dans nos veines

## Récompenses et distinctions
L’Empire du Silence
- Prix Humanum de l’Union de la Presse Cinématographique Belge[22]
- Festival des Révoltés du Monde : prix du jury étudiant 2023
- Prix du Public CinéWa 2022
- African Diaspora Cinema Festival : Best Documentary Film

Enfant du Hasard
- Prix de Public - Festival International du Cinéma d’Alger
- Médaille Gandhi de l’UNESCO - Festival International du Cinéma d’Alger[23]
- FIPA 2018 – Prix du Jury des Jeunes Européens[24]
- Grand Prix du Documentaire - Festival 2 Valenciennes
- Prix du Jury Étudiant - Festival 2 Valenciennes[25]

L'Homme qui répare les femmes : La colère d'Hippocrate.
- Prix Movies That Matter 2015 – La Haye - Golden Butterfly - A Matter of Act
- Millenium 2015 – Bruxelles - Prix Spécial des Droits de l'Homme
- Millenium 2015 – Bruxelles - Prix du Public
- Vues d'Afrique 2015 – Montréal - Prix du Documentaire
- Vues d'Afrique 2015 –Montréal - Prix Droits de la personne
- Cine Droit Libre 2015 – Burkina Faso - Prix Droits de la personne
- Avanca Film Festival 2015 – Portugal - Prix Télévision
- Festival international du film des droits de l'homme de Guadeloupe – Guadeloupe - Grand Prix du Jury
- Festival Internacional De Cine Documental De La Ciudad de Mexico 2015 – Mexico - Mention Spéciale
- Festival International du Cinéma d'Alger – Alger - Prix du Public
- Prix Humanum de l’union de la presse cinématographique belge[27]
- Magritte 2016 - Magritte du meilleur documentaire[28]
- Festival du film Pan Africain de Los Angeles - Special jury recognition documentary

L’affaire Chebeya, un crime d’État?
- Grand Prix, Festival 2 Valenciennes (France)
- Grand Prix, Fest. Inter. Du Film Droits De L'homme 2012 Paris (France)
- Prix Du Public, Afrika Film Festival (Belgique)
- Mention Spéciale Du Jury, Festival "Vues D'afrique" (Canada)
- Mention Honorable, San Francisco Black Film Festival (Usa)
- Mention Spéciale Du Jury Du Human Screen Festival (Tunisie)
- Prix Maurice De Wilde, De Groene Belgo Doc (Belgique)
- Etoile De La Scam 2013 (France)

Congo River
- Prix Meilleur Film d’Art et d’Essai – Festival de Berlin (Forum)
- Prix meilleur documentaire au 20ème Festival inter. du cinéma Acadie – Canada
- Prix du public au 11ème Afrika Film festival –Leuven – Belgique
- Prix de la province du Brabant Flamand
- Prix 38ème fest. inter. du film maritime, d’exploration, d’environnement Toulon – France
- Ancre de Bronze
- Prix « François de Roubaix » pour la musique
- Prix RTL - Meilleur commentaire

Iran, sous le voile des apparences
- Grand Prix au Festival du "Documentaire de création européen" de Strasbourg (France)
- Official Selection of the Golden Gate Awards Competition. San Francisco –USA
- Prix Joseph Plateau – meilleur documentaire belge - Gand, Belgique
- Coq de Cristal : Prix Parlement de la Communauté française – Belgique 2002
- Ezio Croci : prix du meilleur Film, Filmondo, Milan – Italie

Donka, radioscopie d'un hôpital africain
- Meilleur producteur européen documentaire, Vue sur les Docs Marseille (France)
- Golden Spire Winner au Golden Gate Awards, San Francisco (U.S.A.).
- Meilleur documentaire international, "Hot Docs", Toronto (Canada)
- Meilleur film, Festival "Hot Docs" de Toronto (Canada)
- IDA Award, Festival International de Los Angeles (USA)
- Prix du meilleur film d'éducation pour la santé, Festival du Film Médical (Belgique)

Zaïre, le cycle du serpent
- Prix spécial du jury au Festival international de Nyon (Suisse)
- Sesterce d'argent au Festival international de Nyon (Suisse)
- Prix du public au Festival international de Nyon (Suisse)
- Médaille d'argent du documentaire à l'URTI Monte Carlo (France)
- Prix Nanook au douzième bilan ethnographique à Paris (France)
- Écran d'Or du festival "Vues d'Afrique" à Montréal (Canada)
- Certificate of Merit au 38ème festival du Film de Cork (Irlande)
- Grand Prix à Filmer à tout prix à Bruxelles (Belgique)

Gosses de Rio
- Grand Prix du Documentaire à Biarritz (France)
- Meilleur court métrage belge de l'année 89-90 à Gand (Belgique)
- Mesquite Award Winner au San Antonio Cine Festival (USA)

Issue de secours
- Prix de la ville de Salerne (Italie)

Hiver 60
- Prix du film social (Belgique)
- Prix Bologne (Belgique)

Distinctions
- Médaille de l’Ordre de la Pléiade remise par l’Assemblée parlementaire de la Francophonie, le 26 janvier 2024[29].
- Prix annuel et interdisciplinaire 2022 de l’Académie Royale de Belgique[30].
- Président des Magritte du Cinéma 2022[31].
- Citoyen d'honneur de Liège en 2018[32].
- Prix Marek Nowicki décerné par la Fondation Helsinki en 2017[33].

- Prix spécial du Jury du festival international du film panafricain à Cannes, le 21 avril 2013 pour son documentaire « Moïse Katumbi, Foot, Business et Politique ».
- Grand prix du festival international du Film des Droits de l'homme 2012 pour son long-métrage, "L'Affaire Chebeya, un crime d’État?". Ce documentaire est consacré à l'assassinat de Floribert Chebeya, militant congolais des Droits de l'homme en 2010, et au procès qui s'est ensuivi[34].
- Grand Prix Nanook du Bilan du film ethnographique de 1993 pour son film "Zaïre, le cycle du serpent"[35].

## Publications
- 2006 : Congo river[36].
- 2009 : Katanga business
- 2018 : Thierry Michel 10 films 1990 - 2015 collection Congo-Zaïre, préface de Colette Braeckman[37]

## Cinéma
- 2013 : L'homme de sable, le cinéma de Thierry Michel de José-Luis Peñafuerte